# Hermantown, Minnesota
Hermantown là một thành phố thuộc quận St. Louis, tiểu bang Minnesota, Hoa Kỳ. Năm 2010, dân số của thành phố này là 9414 người.

## Dân số
- Dân số năm 2000: 7448 người.
- Dân số năm 2010: 9414 người.